# Студенець (притока Вагу)
Студенець (словац. Studenec) — річка в Словаччині, права притока Вагу, протікає в окрузі Мартін.
Довжина приблизно 9 км. Витік знаходиться в масиві Мала Фатра (частина Криваньська Фатра) —  під перевалом Бублен — на висоті близько 1490 метрів. Протікає  територією села Турани.
Впадає у Ваг на висоті приблизно 420-425 метрів.